# Super-Pharm
Super-Pharm – sieć sklepów łączących aptekę, drogerię i perfumerię w jednym miejscu, działająca w Izraelu, Polsce, Chinach,  oraz w Trynidad i Tobago; powiązana kapitałowo z istniejącą od lat 60. XX wieku kanadyjską siecią Shoppers Drug Mart/Pharmaprix.
Sieć „Super-Pharm” została założona przez właściciela „Shoppers Drug Mart” Murraya Kofflera, który w latach 70. XX wieku postanowił wejść na rynek w tym kraju. Pierwszy sklep sieci „Super-Pharm” został otwarty na przedmieściach Herclijja w 1979 roku. Współcześnie sieć w Izraelu liczy około 260 sklepów i zatrudnia prawie 5800 pracowników
W 2001 roku została otwarta pierwsza placówka w Polsce. W roku 2010 funkcjonowały 33 sklepy, które w tym roku osiągnęły obroty wynoszące prawie 150 milionów USD.
W roku 2005 zostało założone joint venture z partnerem z Chin, dzięki czemu sieć weszła na rynek tego kraju. W 2010 roku w Chinach działało 87 sklepów należących do tej sieci.
14 lutego 2019 roku rzecznik Super-Pharm poinformował, że spółka rozważa wejście na giełdę.